# Rio Branco flygplats
Rio Branco internationella flygplats – Plácido de Castro (portugisiska: Aeroporto Internacional de Rio Branco – Plácido de Castro) är en flygplats i Rio Branco i Acre i Brasilien.  Flygplatsen ligger 192 meter över havet.
Terrängen runt flygplatsen är platt. Runt flygplatsen är det ganska glesbefolkat, med 32 invånare per kvadratkilometer.. Närmaste större samhälle är Rio Branco, 14,9 km sydost om flygplatsen.
Omgivningarna runt flygplatsen är huvudsakligen savann.